# 草原の輝き (映画)
『草原の輝き』（そうげんのかがやき、Splendor in the Grass）は、1961年のアメリカの青春映画である。

## 概説
1920年代のアメリカを舞台に、エリア・カザンがメガホンを撮った青春悲恋映画。当時、既にスター女優だったナタリー・ウッドの相手役に選ばれるというラッキーな映画デビューを果たしたウォーレン・ベイティがこの映画でスターになった。
母親から押しつけられた貞操観念と傲慢な父親の干渉で、愛し合う二人が悲劇を迎える。世界大恐慌を背景に青春と家族が描かれる。
1981年にテレビドラマとしてもリメイクされた。劇中に作品のタイトルが出てくる、ウィリアム・ワーズワースの詩（ "Ode: Intimations of Immortality from Recollections of Early Childhood"）の一節が出て来る。
Though nothing can bring back the hour

Of splendour in the grass, of glory in the flower;

We will grieve not, rather find

Strength in what remains behind...

## ストーリー
1928年、カンサスに住むバッドと、ディーン（ディーニー）は高校3年生。愛し合っているが、ディーンの母親は保守的な倫理観の持ち主で「男は尻軽な女を軽蔑する。そういう女とは結婚したがらない」ということもあって、母親に会わせづらいディーンはバッドのすべてを受け入れるに至らない。バッドの父で石油業者のエイスは、息子がフットボールの選手であることが大自慢で、イェール大学に入れたがっているが、バッドには父親の期待が心の負担になっている。父は理解あるように振舞うが本能的には暴君で、姉のジェニーが家出して堕落してしまい、大学を追われたのも、こんな父のいる家庭がたまらなかったからだ。バッドはひたむきなのだが、彼女はそれを受けとめてくれない。父は「女には2種類あって、時々気晴らしに遊ぶ女と、結婚する女だ。感情に任せて、責任取らされるようなことはするな」という。そんなことでイライラした気持を、バッドは折にふれて乱暴な行動で爆発させる。ついに同級生でコケティッシュな娘ファニタの誘惑に負ける。
青春の悩みに苦しんでいるディーンはこの事件でショックを受け、ワーズワースの詩の授業の途中に教室を抜け出し、川に身を投げる。救助に飛び込んだバッドのおかげで死を免れたディーンは精神病院に入院する。父の希望通りイェール大学に入ったバッドは、勉強にも身が入らず、酒ばかり飲み、あげくにアンジェリーナというイタリア娘と結ばれてしまう。学校は退学寸前のところまでいっている。そこで父のエイスはニューヨークへ出かける。ちょうど、1929年の世界大恐慌がやってきた。エイスは大打撃をかくして息子に会い、女をバッドの寝室に送り込んだりするが、その夜窓から飛び降りて自殺する。
ディーンは病院で知り合ったジョニーという若い医師と婚約する。退院してから、バッドが田舎へ引込んで牧場をやっていることを知り、訪ねて行く。バッドはアンジェリーナとつつましく暮らしていた。2人は静かな気持ちで再会する。

## キャスト
| 役名                         | 俳優                       | 日本語吹替                                 | 日本語吹替 |
| 役名                         | 俳優                       | NETテレビ版                                | テレビ朝日版 |
| ---------------------------- | -------------------------- | ------------------------------------------ | --- |
| ウィルマ・ディーン・ルーミス | ナタリー・ウッド           | 渋沢詩子                                   | 田島令子 |
| バッド・スタンパー           | ウォーレン・ベイティ       | 富山敬                                     | 有川博 |
| エース・スタンパー           | パット・ヒングル           | 川久保潔                                   | 石田太郎 |
| ミセス・ルーミス             | オードリー・クリスティー   | 高橋和枝                                   | 藤波京子 |
| ジニー・スタンパー           | バーバラ・ローデン         | 森ひろ子                                   | 吉田理保子 |
| アンジェリーナ               | ゾーラ・ランパート         |                                            | |
| デル・ルーミス               | フレッド・スチュワート     | 矢田稔                                     | 宮内幸平 |
| ミセス・スタンパー           | ジョアンナ・ルース         |                                            | |
| ドク・スマイリー             | ジョン・マクガヴァン       |                                            | |
| ジュアニータ・ハワード       | ジャン・ノリス             | 白石冬美                                   | |
| ミス・メットカルフ           | マルティーヌ・バートレット |                                            | |
| アレン・"トゥーツ"・タトル   | ゲイリー・ロックウッド     |                                            | |
| ケイ                         | サンディ・デニス           |                                            | |
| ハゼル                       | クリスタル・フィールド     |                                            | |
| ジューン                     | マーラ・アダムズ           |                                            | |
| キャロリン                   | リン・ローリング           |                                            | |
| テキサス・ガイナン           | フィリス・ディラー         |                                            | |
| グレン                       | ショーン・ギャリソン       |                                            | |
| 不明 その他                  |                            |                                            | 野島昭生 土井美加 山田栄子 幹本雄之 沢木郁也 好村俊子 大木民夫 京田尚子 久保晶 緒方賢一 村松康雄 川浪葉子 鵜飼るみ子 向殿あさみ 龍田直樹 |
|                              |                            |                                            | |
| 演出                         | 演出                       |                                            | 山田悦司 |
| 翻訳                         | 翻訳                       |                                            | 宇津木道子 |
| 効果                         | 効果                       |                                            | 赤塚不二夫 |
| 調整                         | 調整                       |                                            | 山田太平 |
| 制作                         | 制作                       |                                            | 日米通信社 |
| 解説                         | 解説                       | 淀川長治                                   | 淀川長治 |
| 初回放送                     | 初回放送                   | 1969年4月20日 『日曜洋画劇場』 21:00-23:00 | 1982年11月28日 『日曜洋画劇場』 21:00-22:54                                                                                              |

## スタッフ
- 監督・製作：エリア・カザン
- 原作・脚本：ウィリアム・インジ
- 撮影：ボリス・カウフマン
- 音楽：デヴィッド・アムラム

## 受賞・ノミネート
| 賞                   | 部門                     | 候補                 | 結果       |
| -------------------- | ------------------------ | -------------------- | ---------- |
| アカデミー賞         | 脚本賞                   | ウィリアム・インジ   | 受賞       |
| アカデミー賞         | 主演女優賞               | ナタリー・ウッド     | ノミネート |
| 英国アカデミー賞     | 海外女優賞               | ナタリー・ウッド     | ノミネート |
| ゴールデングローブ賞 | 作品賞 (ドラマ部門)      | エリア・カザン       | ノミネート |
| ゴールデングローブ賞 | 主演男優賞（ドラマ部門） | ウォーレン・ベイティ | ノミネート |
| ゴールデングローブ賞 | 主演女優賞（ドラマ部門） | ナタリー・ウッド     | ノミネート |